# Lithomyrtus hypoleuca
Lithomyrtus hypoleuca là một loài thực vật có hoa trong Họ Đào kim nương. Loài này được F.Muell. ex N.Snow & Guymer mô tả khoa học đầu tiên năm 1999.